# Andrew Lih
Andrew Lih (酈安治S; ...) è uno scrittore statunitense, ricercatore dei nuovi media, consulente ed esperto di Wikipedia e della censura di Internet nella Repubblica Popolare Cinese. Attualmente è visiting professor della University of Southern California.

## Biografia
Lih ha lavorato come ingegnere di software per i Bell Laboratories dal 1990 al 1993. Nel 1994 ha fondato la Mediabridge Infosystems e nello stesso anno ha ottenuto una laurea magistrale in informatica presso la Columbia University. Dal 1995 al 2000, Lih ha prestato servizio come professore aggiunto di giornalismo alla Columbia e come direttore della tecnologia per il loro Center for New Media. Nel 2000 ha fondato il Columbia's Interactive Design Lab, una collaborazione con la Scuola delle Arti dell'Università per esplorare il design interattivo nell'ambito della fiction e non, inclusi pubblicità, notizie, documentari e film.
In seguito, Lih prestò servizio presso il Journalism and Media Studies Centre dell'Università di Hong Kong in qualità di assistente professore e direttore della tecnologia.
Si trasferì a Pechino, dove rimase fino al 2009. Attualmente vive a Los Angeles.

## Attività connesse a Wikipedia
Lih è un contributore veterano di Wikipedia. Nel 2009 pubblicò il libro La rivoluzione di Wikipedia. Come un gruppo di illustri sconosciuti ha creato la più grande enciclopedia del mondo. In qualità di esperto di Wikipedia, molte sue interviste sono apparse in diverse pubblicazioni, tra cui Salon.com e il blog Freakonomics del The New York Times.

## Opere
- Andrew Lih, The Wikipedia Revolution, New York, Hyperion Books, 2009, ISBN 1-4013-0371-4.
- Andrew Lih, La rivoluzione di Wikipedia. Come un gruppo di illustri sconosciuti ha creato la più grande enciclopedia del mondo, traduzione di Ciro Castiello, Torino, Codice Edizioni, 2010, ISBN 978-88-7578-151-4.